# Джанк, Дженсон
Дженсон Рэндалл Джанк (англ. Janson Randall Junk; 15 января 1996, Федерал-Уэй, Вашингтон) — американский бейсболист, питчер клуба Главной лиги бейсбола «Лос-Анджелес Энджелс».

## Биография
Дженсон Джанк родился 15 января 1996 года в городе Федерал-Уэй в штате Вашингтон. Он младший из двух детей в семье. Он учился в старшей школе Декейтур, в течение четырёх лет играл за её бейсбольную команду. В 2014 году Джанка включили в состав сборной звёзд лиги. После окончания школы он поступил в Сиэтлский университет. С 2015 по 2017 год он играл в NCAA, суммарно проведя в составе «Сиэтл Редхокс» 57 матчей. На драфте Главной лиги бейсбола 2017 года Джанка в 22 раунде выбрал клуб «Нью-Йорк Янкис».
В командах фарм-системы «Янкис» Джанк выступал в течение четырёх лет, одержав шестнадцать побед при пятнадцати поражениях с пропускаемостью 3,72. Летом 2021 года он занимал 27 место в рейтинге лучших молодых игроков клуба. В июле «Янкис» обменяли его и питчера Элвиса Пегеро в «Лос-Анджелес Энджелс» на питчера Эндрю Хини. Пятого сентября Джанк дебютировал в Главной лиге бейсбола. До конца регулярного чемпионата он провёл на поле 16,1 иннингов с пропускаемостью 3,86.